# Xã Dublin, Quận Williams, Bắc Dakota
Xã Dublin (tiếng Anh: Dublin Township) là một xã thuộc quận Williams, tiểu bang Bắc Dakota, Hoa Kỳ. Năm 2010, dân số của xã này là 15 người.